# نوروزآباد (مقاطعة دلفان)
نوروزآباد (بالفارسية: نوروزآباد) هي قرية تقع في قسم ميربغ الشمالي الريفي (مقاطعة دلفان) في إيران. يقدر عدد سكانها بـ 35 نسمة .